# Matthías Guðmundsson
Matthías Guðmundsson (Reykjavík, 1º agosto 1980) è un ex calciatore islandese, di ruolo attaccante.

## Statistiche

### Cronologia presenze e reti in nazionale
| Cronologia completa delle presenze e delle reti in nazionale ― Islanda | Cronologia completa delle presenze e delle reti in nazionale ― Islanda | Cronologia completa delle presenze e delle reti in nazionale ― Islanda | Cronologia completa delle presenze e delle reti in nazionale ― Islanda | Cronologia completa delle presenze e delle reti in nazionale ― Islanda | Cronologia completa delle presenze e delle reti in nazionale ― Islanda | Cronologia completa delle presenze e delle reti in nazionale ― Islanda | Cronologia completa delle presenze e delle reti in nazionale ― Islanda |
| Data                                                                   | Città                                                                  | In casa                                                                | Risultato                                                              | Ospiti                                                                 | Competizione                                                           | Reti                                                                   | Note                                                                   |
| ---------------------------------------------------------------------- | ---------------------------------------------------------------------- | ---------------------------------------------------------------------- | ---------------------------------------------------------------------- | ---------------------------------------------------------------------- | ---------------------------------------------------------------------- | ---------------------------------------------------------------------- | ---------------------------------------------------------------------- |
| 15-8-2006                                                              | Reykjavík                                                              | Islanda                                                                | 0 – 0                                                                  | Spagna                                                                 | Amichevole                                                             | -                                                                      | 86’                                                                    |
| 2-6-2007                                                               | Reykjavík                                                              | Islanda                                                                | 1 – 1                                                                  | Liechtenstein                                                          | Qual. Euro 2008                                                        | -                                                                      | 70’                                                                    |
| 6-6-2007                                                               | Solna                                                                  | Svezia                                                                 | 5 – 0                                                                  | Islanda                                                                | Qual. Euro 2008                                                        | -                                                                      | 65’                                                                    |
| 22-3-2009                                                              | Kópavogur                                                              | Islanda                                                                | 1 – 2                                                                  | Fær Øer                                                                | Amichevole                                                             | -                                                                      | 81’                                                                    |
| Totale                                                                 |                                                                        | Presenze                                                               | 4                                                                      |                                                                        | Reti                                                                   | 0                                                                      |                                                                        |

## Palmarès

### Club

#### Competizioni nazionali
- Coppa d'Islanda: 3

Valur: 2005, 2015
FH Hafnarfjörður: 2007
- Campionato islandese: 2

FH Hafnarfjörður: 2008, 2009